# Catharine Wernicke
Catharine Riddervold Wernicke (født 14. april 1789 i Kolding, død 5. juni 1862 i Kolding) var en dansk pianist.
Wernicke var datter af Charlotte Louise Breetz (1763–1853) og den dansk-norske komponist Israel Gottlieb Wernicke. Hun blev en fremtrædende musiker, der så vidt vides er den første danske kvinde, der optrådte offentligt som pianist. I 1806 præsenterede hendes far hende ved en koncert i Hamborg, hvor hun først vakte opmærksomhed. I 1807 begav hun sig sammen med sin far ud på en koncertrejse i landet for at samle ind til trængende efter Københavns bombardement under Napoleonskrigene. De nåede at holde et par koncerter i det østlige Holsten og Sjælland, inden de måtte aflyse rejsen på grund af Christian VII's død. Året efter genoptog de koncertaktiviteter i Odense og Ringsted, hvor overskuddet gik til nødstedte nordmænd og til Underviisnings-Anstalten for Pigebørn af Embedsmænd. I foråret 1810 gav hun to koncerter og i 1824 en på Det Kongelige Teater.
Hun blev i 1826 gift med sin skolekammerat Frederik Christian Schouboe (1766-1829) i København. Efter hans død fortsatte hun med at bo i hovedstaden i nogle år, inden hun flyttede tilbage til hjembyen Kolding.
Præcision, stor dygtighed og fantasi prægede hendes stil. Steen Steensen Blicher skrev en hyldest til hende i sit klaverspillerdigt. 